# David Armeno
David Anhaght (V secolo – VI secolo) è stato un filosofo armeno neoplatonico di fede cristiana.
David l'Invincibile nacque nella provincia di Hark, nell'odierna Armenia, e scrisse in greco alcune opere di carattere filosofico, delle quali sono pervenute ai giorni nostri Introduzione alla filosofia, Commento all'Isagoge di Porfirio e (con varie lacune) Commento alle Categorie di Aristotele.